# Nick Markakis
Nicholas William Markakis (ur. 17 listopada 1983) – amerykański baseballista pochodzenia grecko-niemieckiego, który występował na pozycji prawozapolowego.

## Przebieg kariery
Markakis studiował w Young Harris College, gdzie w latach 2001–2003 grał w drużynie uniwersyteckiej Young Harris Mountain Lions na pozycji miotacza i zapolowego. W 2003 został wybrany w pierwszej rundzie draftu przez Baltimore Orioles i początkowo grał w klubach farmerskich tego zespołu, między innymi w Bowie Baysox reprezentującym Double-A. W 2004 był w składzie reprezentacji Grecji na igrzyskach olimpijskich w Atenach.
W Major League Baseball zadebiutował 3 kwietnia 2006 w meczu przeciwko Tampa Bay Devil Rays jako rezerwowy na prawym zapolu. Po raz pierwszy na liście pałkarzy w meczu MLB figurował dwa dni później w meczu z Rays, w którym zdobył home runa. 22 sierpnia 2006 został 18. zawodnikiem w historii klubu, który zdobył trzy home runy w jednym meczu.
W styczniu 2009 podpisał nowy, sześcioletni kontrakt wart 66,1 miliona dolarów. 15 lipca 2011 w meczu z Cleveland Indians zaliczył 1000. uderzenie w MLB. W sezonie 2011 uzyskał najlepszy fielding percantage (1,000) spośród prawozapolowych i otrzymał Złotą Rękawicę. Trzy lata później otrzymał tę nagrodę po raz drugi w karierze.
W grudniu 2014 jako wolny agent podpisał czteroletni kontrakt wart 44 milionów dolarów z Atlanta Braves. 3 sierpnia 2017 w meczu przeciwko Los Angeles Dodgers zaliczył 2000. odbicie w MLB.
W lipcu 2018 po raz pierwszy w karierze otrzymał powołanie na Mecz Gwiazd MLB. W 2018 został wyróżniony spośród zapolowych, otrzymując Silver Slugger Award. W marcu 2021 podjął decyzję o zakończeniu zawodniczej kariery.

## Nagrody i wyróżnienia
| Nagroda/wyróżnienie  | Lata             | Źródło      |
| All-Star             | 2018             | [ 11 ]      |
| 3× Gold Glove Award  | 2011, 2014, 2018 | [ 7 ] [ 8 ] |
| Silver Slugger Award | 2018             | [ 12 ]      |